# Segunda División de Macao
La Segunda División de Macao es la segunda liga de fútbol más importante del país solo por detrás de la Primera División de Macao; y es organizada por la Asociación de Fútbol de Macao.

## Formato
La liga fue creada en el año 2005 y se ha jugado constantemente excepto en la temporada 2006 y consiste en que 10 equipos se enfrentan todos contra todos a dos vueltas; y los dos que hagan más puntos obtiene el ascenso a la Primera División de Macao, mientras que los dos que hacen menos puntos descienden a la Tercera División de Macao.
En la temporada 2015 el campeón fue el Lo Leong, pero no aceptó el ascenso, el cual tomó el Kei Lun.

## Equipos 2020
- Artilheiros
- Cheng Loi
- Cheng U
- Club de Futebol Benfica Macau
- Clube Atlético de Macau
- Hong Lok
- MFA Development
- Sun City
- Tim Iec
- U-18 Development

## Campeones
- 2005: Hoi Fan
- 2006: no hubo
- 2007: Cycle de Macau
- 2008: Windsor Arch Ka I
- 2009: FC Porto de Macau
- 2010: Hong Ngai
- 2011: Kuan Tai
- 2012: Chao Pak Kei
- 2013: Sporting Clube de Macau
- 2014: Casa de Portugal
- 2015: Lo Leong
- 2016: MFA Development
- 2017: Hang Sai
- 2018: Tim Iec
- 2019: Casa de Portugal